# Staufenberg (Hesja)
Staufenberg – miasto w Niemczech, w kraju związkowym Hesja, w rejencji Gießen, w powiecie Gießen, nad rzeką Lahn, około 10 km na północ od Gießen.
W skład miasta wchodzą 4 dzielnice:
- Daubringen
- Mainzlar
- Staufenberg
- Treis an der Lumda